# 碇ケ関駅
碇ケ関駅（いかりがせきえき）は、青森県平川市碇ヶ関高田にある、東日本旅客鉄道（JR東日本）奥羽本線の駅である。

## 歴史
- 1895年（明治28年）10月21日：官設鉄道の一般駅として南津軽郡碇ヶ関村に開業[2]。
- 1984年（昭和59年）4月1日：駅員無配置駅となり[3]、簡易委託化。
- 1987年（昭和62年）4月1日：国鉄分割民営化により、東日本旅客鉄道の駅となる[4]。
- 2016年（平成28年）3月26日：同日設定された快速の停車駅となる[5]。
- 2024年（令和6年）10月1日：えきねっとQチケのサービスを開始[1][6]。

## 駅構造
単式ホーム1面1線と島式ホーム1面2線、計2面3線のホームを持つ地上駅である。互いのホームは跨線橋で連絡している。木造駅舎を有する。
弘前統括センター（弘前駅）が管理し、平川市が受託する簡易委託駅である。実際の業務は、平川市の第三セクターである碇ヶ関開発に再委託している。駅舎には窓口がある。また、待合室にはヒバ材の丸切りの椅子が設置されているほか、D51 1やD51 401の写真、C61 2の絵画などが展示されている。

### のりば
| 番線 | 路線      | 方向 | 行先                   | 備考           |
| ---- | --------- | ---- | ---------------------- | -------------- |
| 1    | ■奥羽本線 | 上り | 大館・秋田方面         |                |
| 2    | ■奥羽本線 | 上り | 大館・秋田方面         | 一部の普通列車 |
| 2    | ■奥羽本線 | 下り | 弘前・新青森・青森方面 | 一部の普通列車 |
| 3    | ■奥羽本線 | 下り | 弘前・新青森・青森方面 |                |

- 下りの一部列車で当駅始発が設定されている[2]。該当列車は上下共用の待避線である2番線で折り返す。なお、大館方面から来る普通列車についても、一部は2番線を使用する。

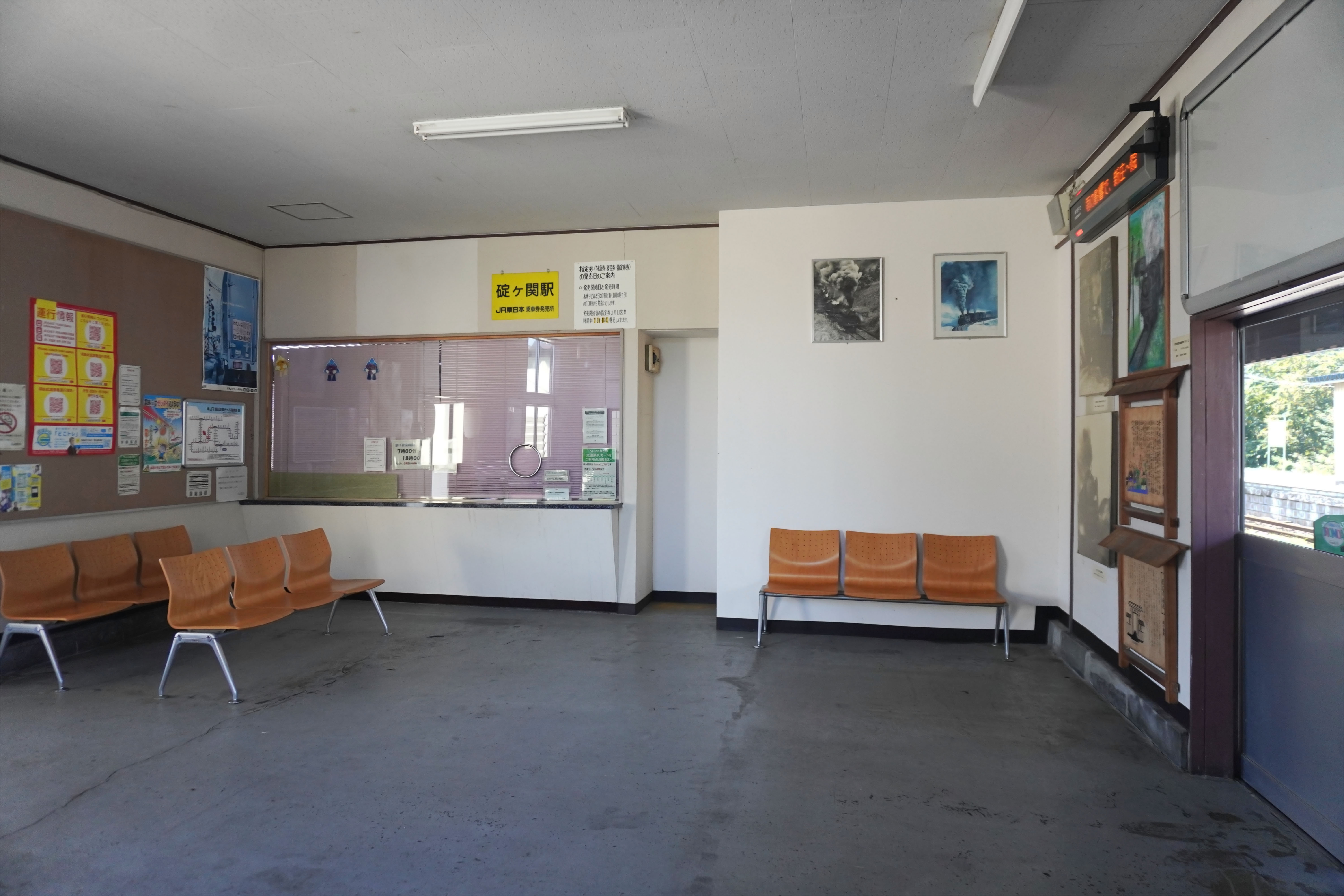
駅舎内（2024年9月）
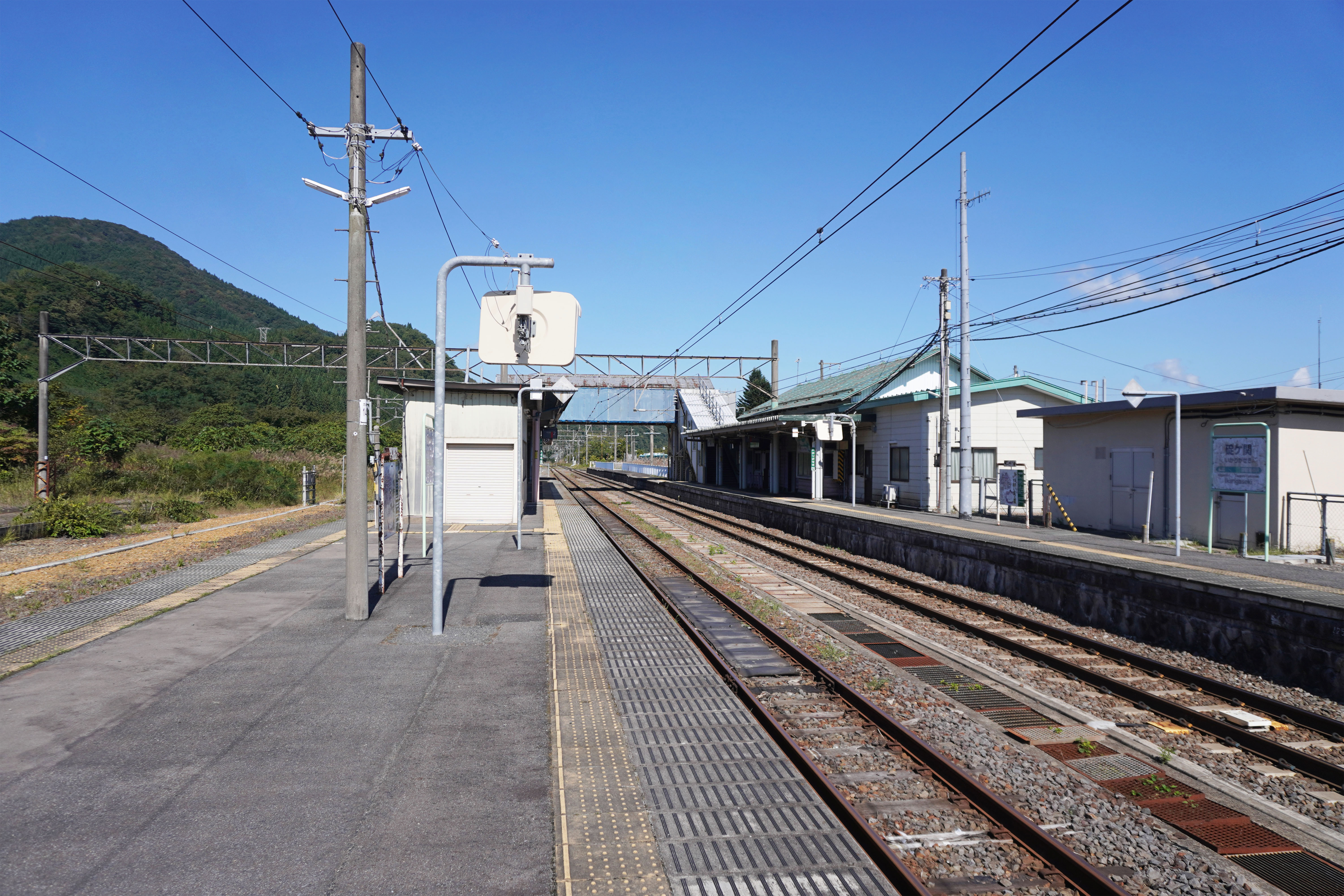
ホーム（2024年9月）

## 利用状況
JR東日本によると、2023年度（令和5年度）の1日平均乗車人員は65人である。
2000年度（平成12年度）以降の推移は以下のとおりである。
| 1日平均乗車人員推移 | 1日平均乗車人員推移 | 1日平均乗車人員推移 | 1日平均乗車人員推移 | 1日平均乗車人員推移 |
| 年度                | 定期外              | 定期                | 合計                | 出典                |
| ------------------- | ------------------- | ------------------- | ------------------- | ------------------- |
| 2000年（平成12年）  |                     |                     | 211                 | [ 利用客数 2 ]      |
| 2001年（平成13年）  |                     |                     | 210                 | [ 利用客数 3 ]      |
| 2002年（平成14年）  |                     |                     | 185                 | [ 利用客数 4 ]      |
| 2003年（平成15年）  |                     |                     | 182                 | [ 利用客数 5 ]      |
| 2004年（平成16年）  |                     |                     | 158                 | [ 利用客数 6 ]      |
| 2005年（平成17年）  |                     |                     | 137                 | [ 利用客数 7 ]      |
| 2006年（平成18年）  |                     |                     | 135                 | [ 利用客数 8 ]      |
| 2007年（平成19年）  |                     |                     | 139                 | [ 利用客数 9 ]      |
| 2008年（平成20年）  |                     |                     | 148                 | [ 利用客数 10 ]     |
| 2009年（平成21年）  |                     |                     | 161                 | [ 利用客数 11 ]     |
| 2010年（平成22年）  |                     |                     | 141                 | [ 利用客数 12 ]     |
| 2011年（平成23年）  |                     |                     | 122                 | [ 利用客数 13 ]     |
| 2012年（平成24年）  | 34                  | 78                  | 113                 | [ 利用客数 14 ]     |
| 2013年（平成25年）  | 34                  | 87                  | 121                 | [ 利用客数 15 ]     |
| 2014年（平成26年）  | 33                  | 78                  | 112                 | [ 利用客数 16 ]     |
| 2015年（平成27年）  | 32                  | 80                  | 113                 | [ 利用客数 17 ]     |
| 2016年（平成28年）  | 32                  | 66                  | 98                  | [ 利用客数 18 ]     |
| 2017年（平成29年）  | 31                  | 56                  | 87                  | [ 利用客数 19 ]     |
| 2018年（平成30年）  | 28                  | 50                  | 79                  | [ 利用客数 20 ]     |
| 2019年（令和元年）  | 28                  | 47                  | 76                  | [ 利用客数 21 ]     |
| 2020年（令和02年）  | 17                  | 55                  | 72                  | [ 利用客数 22 ]     |
| 2021年（令和03年）  | 17                  | 46                  | 63                  | [ 利用客数 23 ]     |
| 2022年（令和04年）  | 17                  | 54                  | 71                  | [ 利用客数 24 ]     |
| 2023年（令和05年）  | 18                  | 46                  | 65                  | [ 利用客数 1 ]      |

## 駅周辺
- 国道7号
- 青森県道237号碇ケ関停車場線
- 青森県道202号碇ケ関大鰐停車場線
- 道の駅いかりがせき
- 黒石警察署 碇ヶ関駐在所
- 弘前地区消防事務組合平川消防署 碇ヶ関分署
- 碇ヶ関郵便局
- つがる弘前農業協同組合碇ヶ関支店
- 平川市役所 碇ヶ関総合支所（旧・碇ヶ関村役場）
- 平川市立碇ヶ関中学校
- 平川市立碇ヶ関小学校
- 碇ヶ関温泉郷[2]
- 碇ヶ関・平賀線バス「JR碇ヶ関駅」停留所 - 火・木・土曜日のみ運行[注 1][10]
- 弘南バス「碇ヶ関駅前」停留所

## その他
- JR東日本が発売する「津軽フリーパス」が利用できる南限の駅となる。
- 東北新幹線新青森駅開業のドラマCM[11]の撮影が行われた。

## 隣の駅
東日本旅客鉄道（JR東日本）
■奥羽本線
- 特急「つがる」停車駅

□快速
大館駅 - 碇ケ関駅 - 大鰐温泉駅
■普通
陣場駅 - *津軽湯の沢駅 - 碇ケ関駅 - 長峰駅
*全列車が冬期間（一部列車は通年）津軽湯の沢駅を通過する。

### 記事本文